# St. Elisabeth (Weißenfels)

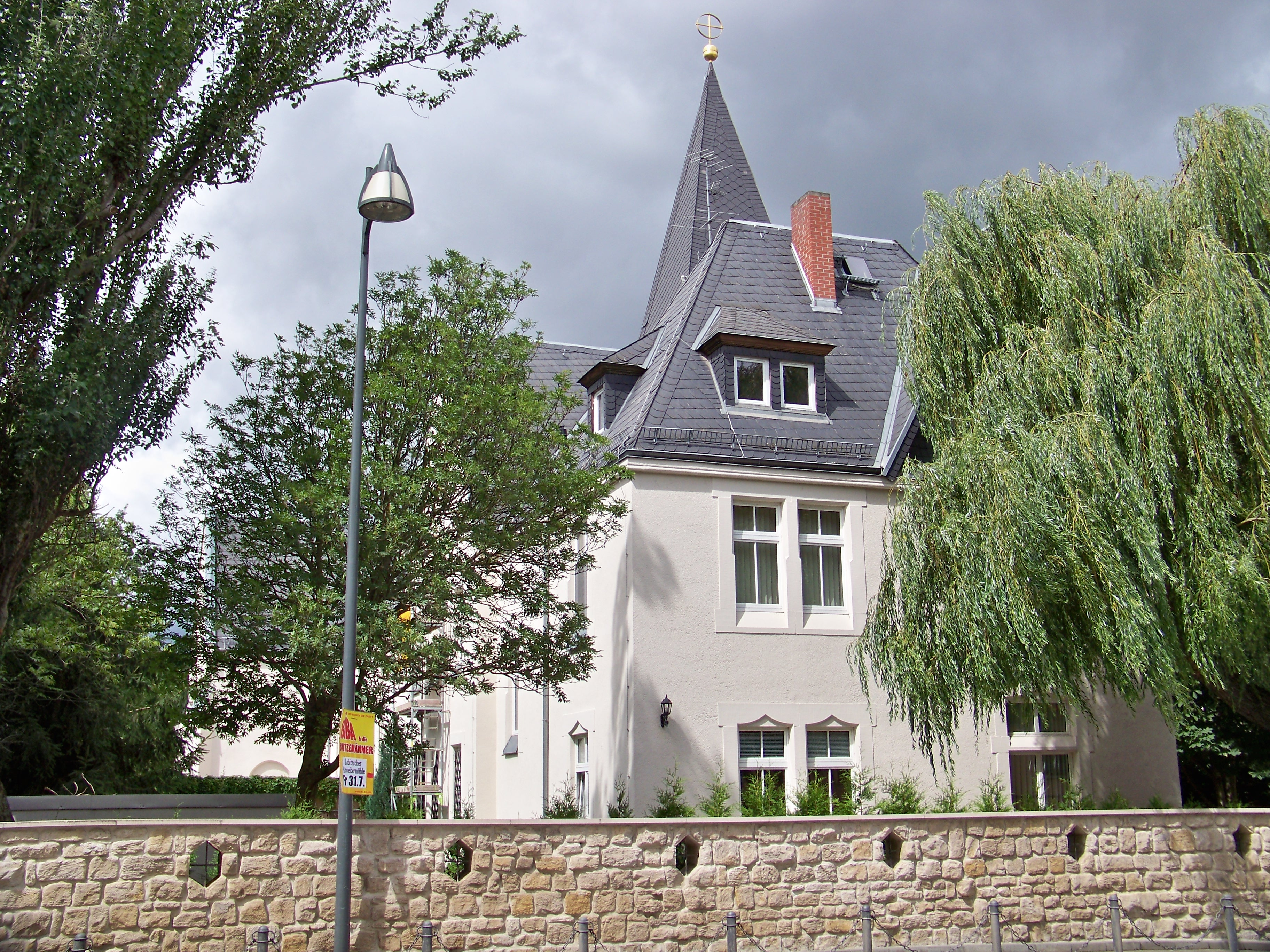
St.-Elisabeth-Kirche in Weißenfels

Die St.-Elisabeth-Kirche ist eine denkmalgeschützte römisch-katholische Kirche in der Stadt Weißenfels im Burgenlandkreis in Sachsen-Anhalt. Das Gotteshaus ist die Pfarrkirche der Pfarrei St. Elisabeth in der Pastoralregion Burgenlandkreis des Bistums Magdeburg. Im örtlichen Denkmalverzeichnis ist das Gebäude unter der Erfassungsnummer 094 09271 als Baudenkmal verzeichnet.

## Geschichte
Im Bistum Naumburg-Zeitz, zu dem Weißenfels damals gehörte, wurde im 16. Jahrhundert die Reformation eingeführt. In das dadurch lutherisch geprägte Weißenfels zogen im Zuge der Industrialisierung von Mitte des 19. Jahrhunderts an erstmals wieder Katholiken in größerer Zahl. Der 1846 erfolgte Anschluss Weißenfels an die Bahnstrecke Halle–Bebra trug zum wirtschaftlichen Aufschwung in Weißenfels bei. Neben der Schuhindustrie siedelten sich auch andere Industriebetriebe in Weißenfels an. Zunächst gehörten die Katholiken in Weißenfels zur Pfarrei Halle (Saale), mit der Gründung der Missionspfarrei Naumburg im Jahr 1855 wurden sie von dort seelsorglich betreut. Am 6. Februar 1856 fand in Weißenfels die erste Heilige Messe seit der Reformation statt, sie wurde in der evangelischen Kirche des Schlosses Neu-Augustusburg gefeiert.
Am 24. September 1863 wurde mit Kaplan Kaspar Georg Cramer erstmals ein katholischer Geistlicher für Weißenfels ernannt, der sich in Weißenfels niederließ, womit die katholische Gemeinde Weißenfels begründet wurde. Seine Gottesdienste feierte er in der evangelischen Schlosskirche. Konrad Martin, der Bischof des Bistums Paderborn, zu dem Weißenfels damals gehörte, errichtete am 22. Oktober 1863 die Missionspfarrei Weißenfels. Seit 1863 werden in Weißenfels auch katholische Kirchenbücher geführt.
1869 erfolgte der Kauf des Baugrundstücks für die Kirche, deren Grundsteinlegung am 25. Juni 1872 stattfand. Die Benediktion der Kirche vollzog am 19. November 1873 Pfarrer Jakob Mellmann aus Erfurt, die Namenspatronin wurde die heilige Elisabeth von Thüringen. Der Bau eines eigenen Schulgebäudes folgte 1886, in das die zuvor an verschiedenen Orten provisorisch untergebrachte katholische Schule einzog. Die bischöfliche Kirchweihe fand erst am 29. Juni 1889 statt. Die Weihehandlung nahm Joseph Weyland, Bischof des Bistums Fulda, vor, da Franz Kaspar Drobe, der Bischof des Bistums Paderborn, der die Kirchweihe eigentlich vornehmen sollte, erkrankt war. 1892 wurde die Missionspfarrei Weißenfels zur Pfarrei erhoben.
1912, die Pfarrei Weißenfels war inzwischen auf rund 1500 Mitglieder angewachsen, wurde die Kirche um ein neues Querschiff und einen neuen Chor ergänzt, da sie zu klein geworden war. Die Konsekration der erweiterten Kirche nahm Bischof Karl Joseph Schulte am 13. Mai 1914 vor. In der Zeit des Nationalsozialismus wurde die katholische Schule, die zuletzt 189 Kinder besuchten, am 1. September 1939 von den staatlichen Machthabern aufgelöst.
Durch die wachsende Zahl der Katholiken im Raum Weißenfels wurden aus der Pfarrei Weißenfels auch mehrere Tochtergemeinden ausgegliedert: 1935 Großkayna, 1947 Hohenmölsen und Teuchern, 1956 Großkorbetha und 1963 Leißling.
Am 1. Juli 1953 wurde das Dekanat Naumburg-Zeitz errichtet, dem die Pfarrei Weißenfels angeschlossen wurde.
Zum 15. Dezember 2007 wurde aus den Pfarreien Lützen und Weißenfels sowie der Pfarrvikarie Hohenmölsen der Gemeindeverbund Weißenfels – Lützen – Hohenmölsen errichtet. Damals gehörten zur Pfarrei Weißenfels rund 1600 Katholiken.
Am 1. Januar 2009 wurde das Dekanat Merseburg gegründet, dem Weißenfels bis zur Auflösung der Dekanatsstrukturen im Bistum Magdeburg am 31. August 2023 angehörte. Aus dem Gemeindeverbund Weißenfels – Lützen – Hohenmölsen entstand am 28. November 2010, dem 1. Sonntag im Advent, die heutige Pfarrei St. Elisabeth mit Sitz in Weißenfels, zu der neben der St.-Elisabeth-Kirche in Weißenfels auch die St.-Marien-Kirche in Hohenmölsen und die Heilig-Kreuz-Kapelle in Teuchern gehören. Die St.-Josephs-Kirche in Lützen wurde 2013 profaniert, die Kapellen in Großkorbetha und Leißling waren bereits vor der Wende aufgegeben worden.

## Architektur
Die nach Westen ausgerichtete Kirche steht auf dem Grundstück Friedrichsstraße 15, am Westrand der Altstadt von Weißenfels, rund 200 Meter von der Saale entfernt. Der Architekt der St.-Elisabeth-Kirche war Arnold Güldenpfennig. Der Turm wurde zwischen dem Kirchenschiff und dem Pfarrhaus erbaut. Von der Straße her wirkt er dadurch wie ein Dachturm. Diese Bauweise ist der geringen Größe des Grundstücks geschuldet. Das Querschiff und ein neuer Chor wurden erst 1912 zugefügt, womit die Kirche ihren heutigen kreuzförmigen Grundriss bekam.

## JugendCityPastoral
Das im Jahr 2015 entstandene Projekt der JugendCityPastoral (JCP), einen öffentlichen Raum für Seelsorge inmitten eines säkularen Umfeldes zu etablieren, wurde gemeinsam mit Jugendlichen und Ehrenamtlichen verwirklicht. Maßgeblich ging dieser Grundgedanke vom Gemeindereferenten und Caritaswissenschaftler Martin Papke aus.
Es ist der Versuch, den katholischen Glauben in seinen Grundvollzügen (Martyria, Leiturgia und Diakonia) inmitten der Stadt in neuen Erscheinungsbildern auszuprobieren und durch die Einbeziehung der Gesellschaft neue pastorale Wege der Kirche zu erkunden. Ziel des Pilotprojekts ist unter anderem die Sensibilisierung der örtlichen Katholiken, sodass diese ihrem eigentlichen Auftrage nachkommen, zu den Menschen zu gehen.
Aus dieser Haltung heraus sind folgende Projekte der JCP entstanden:
1. Weißenfelser Kleinkunst- und Streetfoodfestival[9][10][11]
2. „Light of Christ“ – Videoproduktion für die Fronleichnamsprozession auf dem Augustusplatz zum 100. Katholikentag in Leipzig[12][13]
3. Scotland-Yard-Stadtspiel in Weißenfels[14]